# اینیاکی تایجادا
اینیاکی تایجادا (انگلیسی: Iñaki Tejada؛ زادهٔ ۱۹ نوامبر ۱۹۶۵) بازیکن فوتبال اهل اسپانیا است.
از باشگاه‌هایی که در آن بازی کرده‌است می‌توان به باشگاه فوتبال لوگو و باشگاه فوتبال اتلتیک بیلبائو بی اشاره کرد.